# نبردناو کلاس دانتون
نبردناو کلاس دانتون (به انگلیسی: Danton-class battleship) یک کلاس از کشتی است که طول آن ۱۴۴٫۹ متر (۴۷۵ فوت) می‌باشد.